# 1959
Cette page concerne l'année 1959 (MCMLIX) en chiffres romains) du calendrier grégorien.
L'année 1959 est une année commune qui commence un jeudi.

## En bref
- 1er janvier : fuite de Batista. L’armée révolutionnaire entre à La Havane le 8 janvier. Le 16, Fidel Castro devient le Premier ministre d’un gouvernement révolutionnaire à Cuba[1].
- 10 mars : soulèvement tibétain.
- 11 avril : reprise de la guerre civile laotienne.

## Relations internationales
- 1er juillet : début de l’Année mondiale du réfugié.
- 20 novembre : déclaration des droits de l’enfant proclamée par l’Assemblée générale des Nations unies[2].
- 1er décembre : signature à Washington du traité sur l’Antarctique, en vigueur le 23 juin 1961[3].

## Événements

### Afrique
- 4 – 7 janvier : « journée des martyrs ». Émeutes sanglantes à Léopoldville au Congo belge. Elles entraînent la formation d’une commission d’enquête et l’affirmation du roi Baudouin Ier de Belgique qu’il conduirait le pays à l’indépendance (13 janvier)[4]. Déclaration de l’état d’urgence. L’ABAKO entre dans la clandestinité.

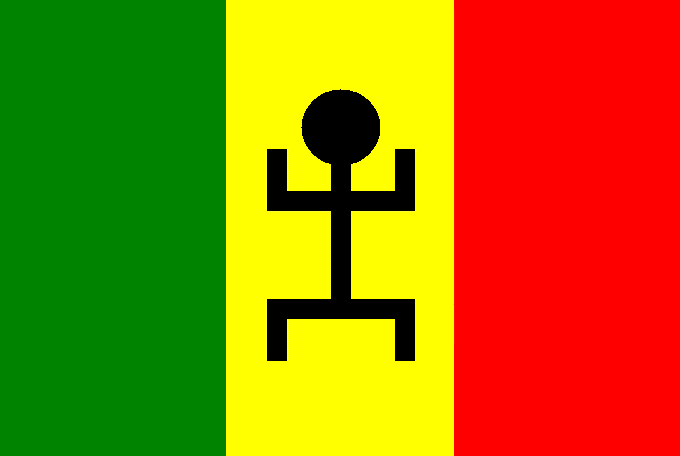
Drapeau de la Fédération du Mali (1959-1960).

- 17 janvier : 44 représentants du Dahomey, de la Haute-Volta, du Sénégal et du Soudan français votent à Dakar la Constitution de la Fédération du Mali. L’Assemblée législative soudanaise ratifie la Constitution fédérale à l’unanimité le 21 janvier, l’Assemblée législative du Sénégal le 22 janvier[5]. En Haute-Volta, l’Assemblée législative voltaïque ratifie le texte le 28 janvier, mais un référendum constitutionnel rejette la Fédération le 15 mars[6]. Au Dahomey, de violents incidents éclatent à Porto-Novo près de l’assemblée nationale que les opposants à la Fédération du Mali tentent d’investir, faisant une quinzaine de blessés (14 février[7]). Le Premier ministre Sourou Migan Apithy, s’oppose à la Fédération dans les termes proposés et constitue le parti républicain du Dahomey (PRD), qui se déclare prêt à envisager une nouvelle formule d’association avec le Mali. Les fédéralistes dahoméens sont vaincus aux législatives les 2 et 23 avril[8]. Le président de l’Assemblée nationale de Mauritanie, N’Diaye Sidi el Moktar, esquisse un rapprochement avec la Fédération du Mali en janvier, mais le projet avorte.
- 24 janvier : victoire électorale des partisans de la réunification au Cameroun britannique (KNDP). John Ngu Foncha devient Premier ministre[9].
- 24 – 25 janvier : réunion extraordinaire du Congrès Africain du Nyassaland (Nyasaland African Congress, NAC) à Blantyre. Troubles en Afrique centrale britannique. Révolte pour l’autonomie au Nyassaland (Malawi). Le 3 mars, l’état d’urgence est déclaré et le Dr Banda est arrêté avec 250 membres du NAC (Operation Sunrise)[10].
- 6 février : lancement par la France d’un plan militaire de grande envergure en Algérie, le plan Challe[11].
- 20 février-13 mars : session spéciale de l’ONU consacrée au Cameroun[12]. Les États africains unanimes réclament à la France l’établissement des libertés démocratiques avant l’indépendance.
- 26 février : déclaration de l’état d’urgence en Rhodésie du Sud. 510 membres du SRANC (en) sont accusés de complot contre la sûreté de l’État[13].

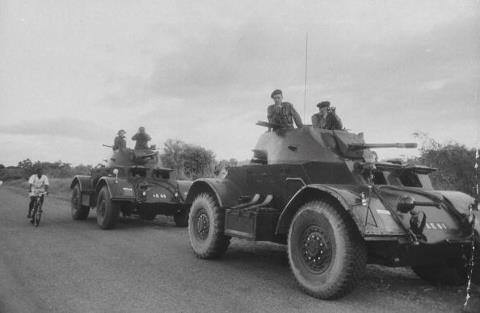
3 mars : état d’urgence en Rhodésie et au Nyassaland

- 3 mars : déclaration de l’état d’urgence au Nyassaland[10]. La répression accentue les antagonismes entre Blancs et Noirs.
- 9 mars : boycott des boutiques tenues par des Indiens en Ouganda initié par le Mouvement national ougandais(Uganda National Movement) fondé par Augustine Kamya (fin en avril 1960)[14].
- 24 mars : congrès constitutif du Parti de la Fédération Africaine (PFA) à Dakar, fondé par l’Union progressiste sénégalaise et l'Union soudanaise-RDA[6].
- 29 mars : arrestation de plusieurs centaines de militants et leaders du MPLA en Angola[15]. Multiplication des arrestations sous prétexte de subversion dans les colonies portugaises (1959-1960).
- 4 avril : le congrès du Parti de la Fédération africaine (PFA) proclame que le Sénégal et le Soudan français sont prêts à ne former qu’un seul État au sein de la Communauté. Une assemblée fédérale de 15 membres par État est élue le 3 avril. Après la défection du Dahomey et de la Haute-Volta, Léopold Sédar Senghor est élu à l’unanimité président de l’Assemblée fédérale du Mali et Modibo Keïta (avec 23 voix sur 24) président du gouvernement. Mamadou Dia devient vice-président[7].
- 9-12 avril : le premier congrès des partis politiques se réunit à Luluabourg au Congo belge[16].
- 12 avril : élections législatives ivoiriennes. Une seule liste, la « liste de l’union pour le développement de la Côte d’Ivoire », est présentée par le parti démocratique de Côte d’Ivoire[17].
- 1er mai :
  - Félix Houphouët-Boigny devient Premier ministre ivoirien[18].
  - Philibert Tsiranana est élu président de la République de Madagascar[19].
- 29 mai : création du conseil de l’Entente, issu de l’Union Sahel-Bénin, qui associe cinq anciennes colonies françaises de l’Afrique de l’Ouest (Côte d’Ivoire, Niger, Haute-Volta, Dahomey, Togo à partir de 1966)[20]. Son but est « d’organiser et développer la solidarité et la coopération économique entre les États membres ».

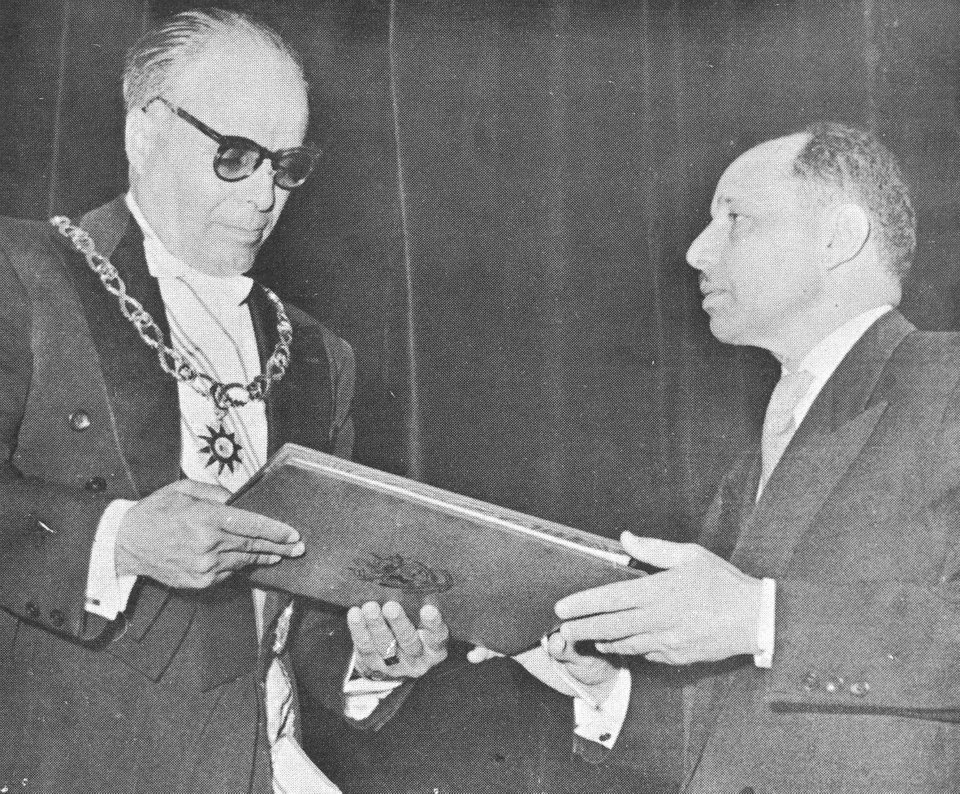
: Habib Bourguiba signe la Constitution tunisienne.

- 1er juin : promulgation de la Constitution tunisienne[21].
- 19 juin : Promotion of Bantu Self-government Act, 1959 (en)[22]. Suppression de la représentation, par des Européens, des Africains au Parlement en Afrique du Sud.
- 26 juin : création de l’Alliance des Bakongo, parti politique du Congo belge qui deviendra la République démocratique du Congo[23].
- 19 juillet : déclaration de Sanniquellie au Liberia. Kwame Nkrumah (Ghana), Sékou Touré (Guinée) et William Tubman du Liberia se prononcent pour une « Communauté » d’État africains qui conserveraient leur souveraineté et ne s’ingéreraient pas dans les affaires intérieures des autres[24].
- 27 mars : création par la France du Fonds d’aide et de coopération (FAC), en remplacement du FIDES[25]. La France signera 138 conventions ou accords de coopération avec les nouveaux États de l’Afrique noire et 164 conventions ou accords de coopération avec les États du Maghreb, dont 72 pour l’Algérie, 49 pour le Maroc et 44 pour la Tunisie entre juillet 1959 et le 17 juillet 1963.
- 3 août : la grève des dockers du port de Pidjiguiti, en Guinée-Bissau, est réprimée dans le sang par l’armée portugaise (58 morts)[26].
- 4 août : création de l’Union nationale mauritanienne, section locale du PFA[27].
- 4 - 8 août : IIe Conférence des États africains indépendants à Monrovia qui réunit 9 pays d’Afrique[28].
- 27 - 31 août : le général De Gaulle fait sa première « tournée des popotes » pour expliquer aux officiers de l’armée française la nouvelle orientation de sa politique algérienne[29].
- 6 septembre : scission au sein de l’Istiqlal au Maroc. Mehdi Ben Barka fonde l’Union nationale des forces populaires[30].
- 8 septembre : première Conférence Syndicale Panafricaine à Casablanca[31].
- 16 septembre : De Gaulle propose l’autodétermination aux « populations d’Algérie »[32].
- 19 septembre : le PAIGC, parti africain pour l’indépendance de la Guinée et du Cap-Vert d’Amílcar Cabral se tourne vers la lutte armée[26].
- 12 octobre : dissolution du parti Sawaba au Niger, favorable au « non » au référendum de 1958. Le Niger passe au régime de parti unique (PPN/RDA)[33].
- 14 octobre : Iain Macleod devient ministre des Colonies au Royaume-Uni (fin le 14 octobre 1961)[34]. Il gère la décolonisation.
- 1er novembre : « Toussaint rwandaise ». Début de la « révolution sociale » hutu au Ruanda, qui fait au moins 20 000 morts. Exil de 300 000 Tutsi dans les pays voisins[35].
- 8 novembre : accord entre la République arabe unie et la République du Soudan pour une pleine utilisation des eaux du Nil et la construction du haut barrage d’Assouan[36].
- 9 novembre : échec d’un coup d’État contre le régime du général Ibrahim Abboud au Soudan (la troisième tentative de l’année)[36].

### Amérique
- 1er janvier, Révolution cubaine : la victoire des forces rebelles menées par Fidel Castro est acquise à Cuba, alors que le dictateur Fulgencio Batista se réfugie en République dominicaine[1]. Le 2 janvier, les rebelles entrent à la Havane. Un exécutif collégial est mis en place avec Manuel Urriata, président de la République, José Miró Cardona, Premier ministre et Fidel Castro, chef des forces armées[37].
- 7 janvier : les États-Unis reconnaissent le gouvernement de Fidel Castro à Cuba[38].
- 8 janvier : entrée de Fidel Castro à La Havane[1].

- 3 février :

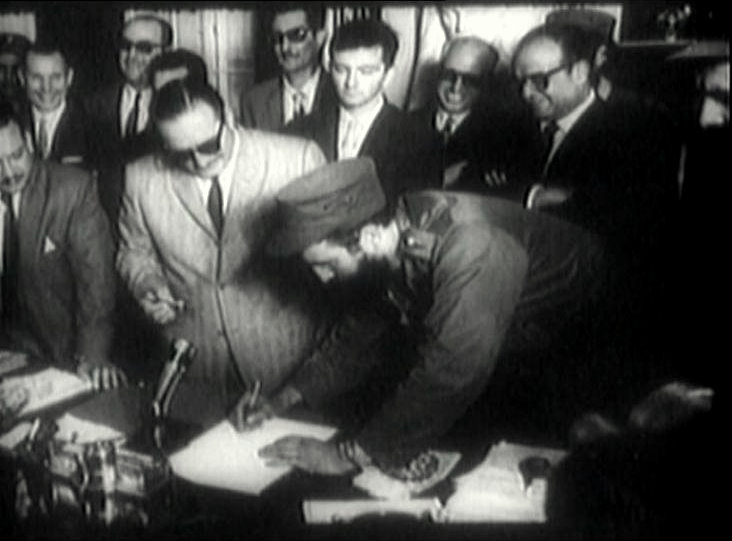
13 février : Castro, Premier ministre.

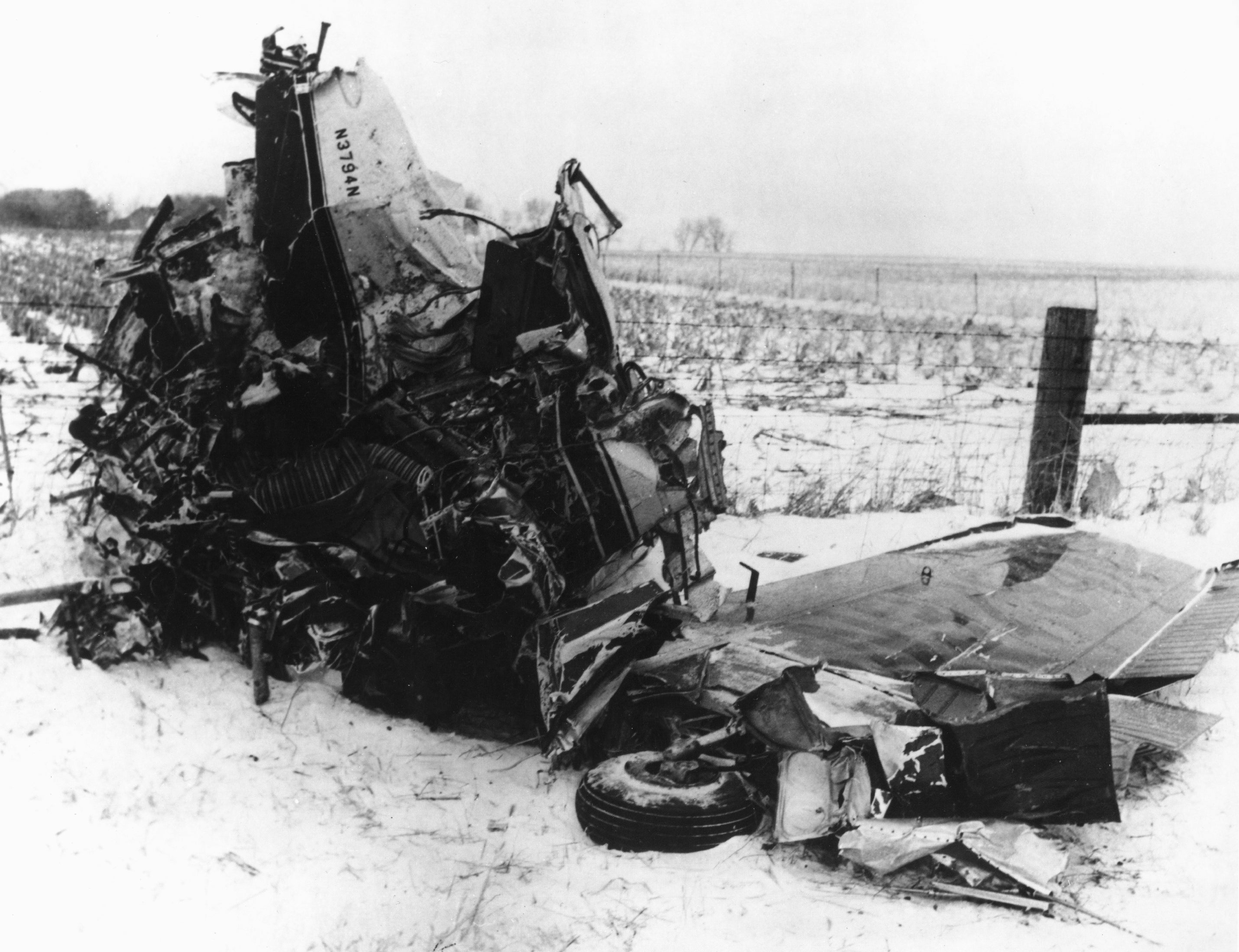
Résultat du crash du trois février.

  - Mort de trois légendes du rock'n'roll dans un crash d'avion. Événement surnommé The Day the Music Died
- 13 février :
  - Castro devient Premier ministre à Cuba[37].
  - Rómulo Betancourt est inauguré président du Venezuela[39] (fin en 1964).
- 17-27 avril : tandis que des exécutions sommaires détériorent l’image du nouveau régime cubain, Castro se rend aux États-Unis pour rassurer l’administration Eisenhower sur ses intentions[1]. Il se proclame anticommuniste et souligne la nécessité de réformes, notamment agraires, mais n’a pas de succès et une incompréhension mutuelle s’installe.
- 17 mai : Castro proclame la réforme agraire[1]. Elle interdit la grande propriété et aux étrangers de posséder des terres à Cuba, ce qui nuit aux intérêts nord-américains, notamment aux grandes compagnies qui exploitent la canne à sucre. Plus de 400 000 ha de terre sont confisquées à trois entreprises américaines, dont la United Fruit Company. Les critiques se font pressantes aux États-Unis, relayées à Cuba par le président Urriata. La réponse de Castro aux accusations de dérive communiste engage le pays dans une voie autoritaire.
- 3-4 juin : des émeutes provoquées par les difficultés économiques éclatent à Guayaquil. La répression brutale par la police fait au moins 500 morts[40].

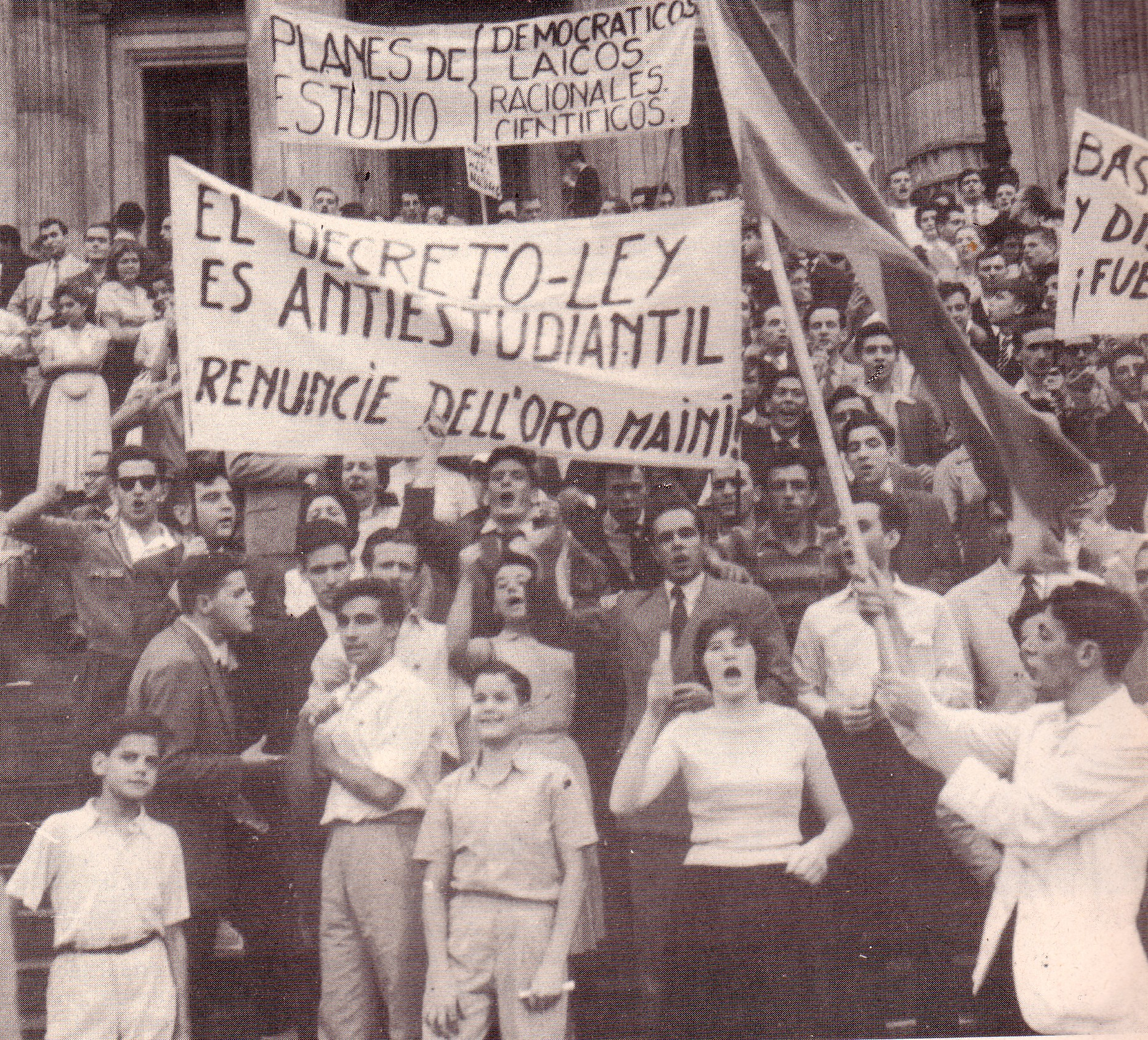
Mobilisation des ouvriers et des étudiants à Buenos Aires

- 23 juin : Álvaro Alsogaray devient ministre de l’économie en Argentine[41]. Le président Arturo Frondizi souhaite accélérer l’industrialisation du pays, mais doit affronter une situation économique difficile et applique le traitement de choc recommandé par le FMI. Les résultats sont encourageants, la croissance revient (8 % en 1959, 7 % en 1960) et l’inflation est ramenée de 113 % en 1959 à 27 % en 1960 et 13,5 % en 1961. De nombreuses industries nouvelles apparaissent (automobile, sidérurgie, etc.). Mais le coût social est important et le pouvoir d’achat des travailleurs diminue de plus de 25 % en 1959, ce qui occasionne de nombreuses grèves et fait passer dans l’opposition les tenants du justicialisme péroniste. L’ouverture aux capitaux étrangers (exploitation du pétrole) indispose fortement les milieux nationalistes.
- 4 juillet : constitution en Jamaïque lui conférant une autonomie interne complète[42].
- 16 juillet, Cuba : Castro dénonce les ennemis de la révolution et, assuré de sa popularité, démissionne. D’impressionnantes manifestations réclament immédiatement son retour, et alors qu’Urriata se retire le 18, Castro reprend triomphalement les rênes du pouvoir[43].
- 28 juillet : Parti national du peuple remporte les Élections législatives jamaïcaines[42].
- 21 octobre, Cuba : Castro fait arrêter le commandant de l’armée de l’air, le major Huberto Matos, qui s’était plaint de l’influence croissante des communistes[44]. Il est condamné à vingt ans de prison.
- 28 octobre : mort de Camilo Cienfuegos dans un accident d’avion[1].
- 29 octobre : le gouvernement castriste rétablit les tribunaux révolutionnaires[45] et suspend certains droits civils à Cuba. Les derniers mois de 1959 sont rythmés par des tentatives de rébellion et des menaces d’intervention nord-américaines plus ou moins fondées pour rétablir Batista.
- 15 décembre : le ministre brésilien Celso Furtado crée et dirige la Sudene (surintendance du Nordeste) chargée de l’implantation d’industries autour de Recife, Bahia et Fortaleza[46].

### Asie et Pacifique
- 9-11 janvier[47] : le parti du Congrès définit un projet de réforme agraire lors de sa session de Nagpur[48].
- 12-22 janvier : XVe plenum du comité central du parti communiste vietnamien à Hanoi qui entérine la décision de « promouvoir la violence armée dans le Sud »[49].
- 12 février : promulgation de la première constitution démocratique du Népal. Elle entre en vigueur le 30 juin[50].
- 18 février-13 avril : élections au Népal pour désigner un Parlement bicaméral. Victoire du Congrès népalais. Bishweshwar Prasad Koirala forme un gouvernement le 27 mai et le Parlement ouvre le 4 juillet[51].
- 10 mars : révolte des Tibétains à Lhassa contre l’occupation chinoise du Tibet. Le 12 mars, des manifestations dans les rues de Lhassa réclament l’indépendance[52]. En 1956 a débuté à Litang dans le Kham une révolte des Tibétains contre l’occupant chinois, qui s’est étendue aux autres secteurs du Kham, puis en 1957 et 1958 dans les secteurs de l’Amdo, puis en 1958 et 1959 dans le Ü-Tsang, avant de s’étendre à l’ensemble du territoire.
- 16-17 mars : à la suite de l’insurrection de Lhassa contre l’occupant chinois, le dalaï-lama Tenzin Gyatso se réfugie en Inde qui lui accorde l’asile politique[53]. Des dizaines de milliers de Tibétains (de 80 000 à 100 000[54]) s’enfuient à l’étranger, la plupart sont accueillis comme réfugiés en Inde, au Népal et au Bhoutan.

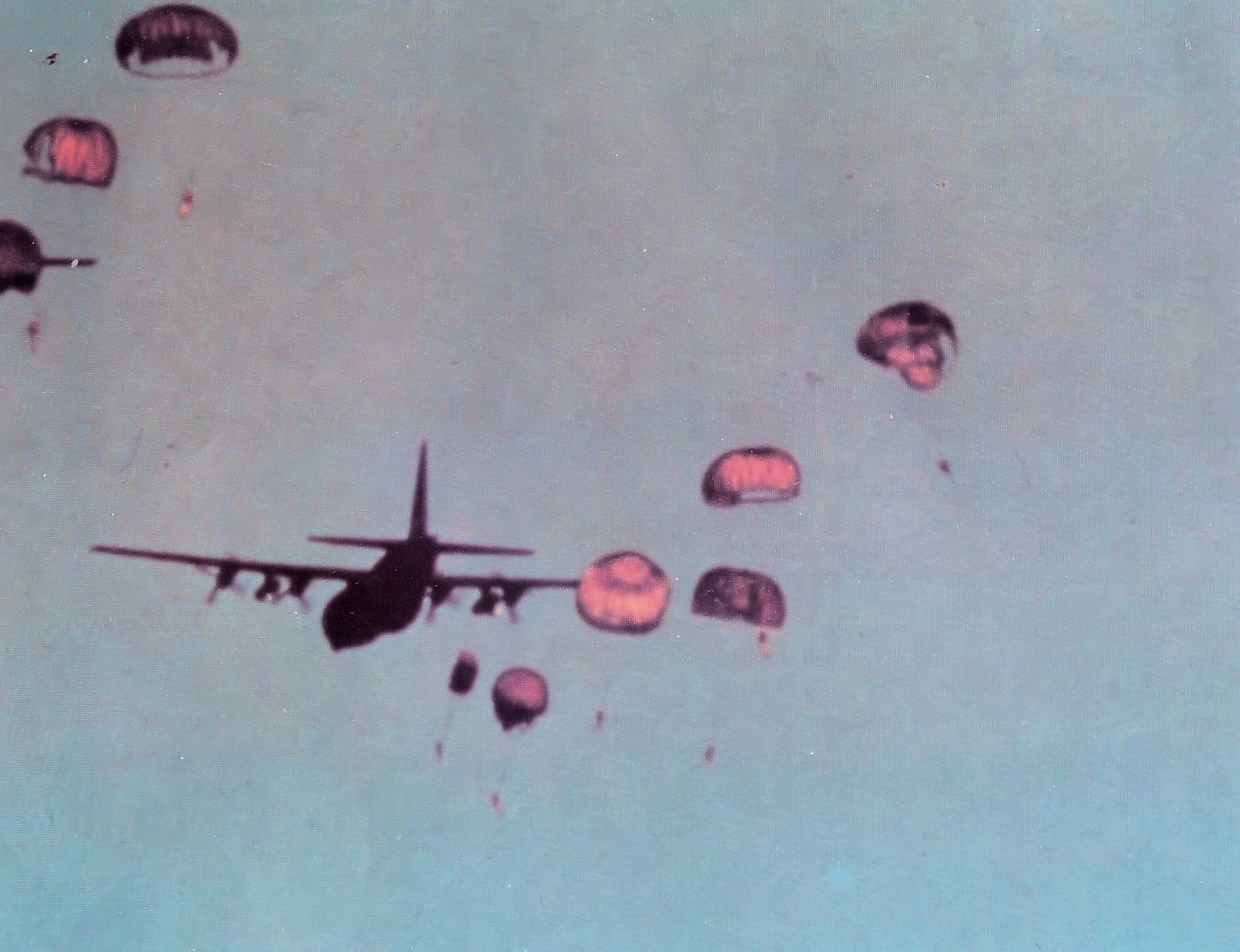
Ravitaillement clandestin des insurgés tibétains en 1959.

- 19 mars : répression de l’insurrection tibétaine à Lhassa par les Chinois[53]. 10 000 à 15 000 personnes sont tuées. Selon un rapport militaire chinois officiel, 87 000 Tibétains seront tués entre mars 1959 et octobre 1960 durant l’action militaire dans le secteur de Lhassa. D’autres le seront dans l’Amdo et le Kham, régions plus peuplées[55]. Les Chinois écrasent la révolte et nomment le panchen-lama à la tête de l’État. Des tribus khampas poursuivent leurs opérations de guérilla avant d’être écrasées.
- 28 mars : Zhou Enlai prend un arrêté proclamant la dissolution de l’ancien Gouvernement du Tibet[53]. Le 28 mars devient la journée commémorative de l’émancipation des serfs à partir de 2009[56].
- 11 avril : la guerre civile laotienne reprend. Le ministre de la Défense du Laos Phoumi Nosavan, chef d’état-major général de l’armée royale, fait encercler à Xieng-Ngeun et dans la plaine des Jarres les deux bataillons du Front patriotique lao (NLHX) qui refusent d’intégrer l’armée régulière. Le 15 avril, les huit anciens ministres du NLHX ainsi que le prince Souphanouvong, sont mis en résidence surveillée à Vientiane[57].
- 27 avril : Liu Shaoqi est élu président de la République populaire de Chine (fin en 1968). Mao Zedong reste à la direction du Parti communiste chinois[58].

29 avril : création du gouvernement tibétain en exil.

- 29 avril : création à Mussoorie, en Inde, de l’administration centrale tibétaine, ou gouvernement tibétain en exil (transférée à Dharamsala en mai 1960)[59].
- 6 mai : promulgation de la loi 10/59 par Diem, président de la République du Viêt Nam, créant des tribunaux militaires spéciaux pour juger toute personne impliquée dans des activités communistes[49]. Les autorités du Nord Viêt Nam réagissent en rendant publique leur décision de reprendre la lutte armée.

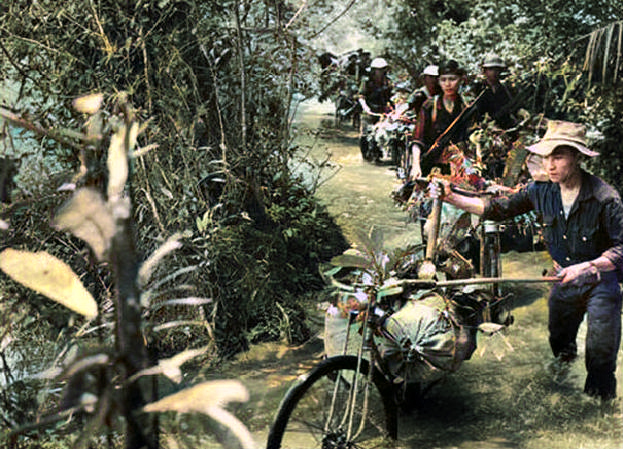
19 mai-20 août : ouverture de la piste Hô Chi Minh.

- 19 mai : création du groupe de transport militaire 559 chargé d’ouvrir la piste Hô Chi Minh, couloir de circulation à travers le Laos et le Cambodge pour permettre aux troupes et aux armements du Nord Viêt Nam d’atteindre le Sud. Les premiers chargements d’armes arrivent le 20 août[60].
- 4 juin : fondation du parti libéral Swatantra Party en Inde par Chakravarti Rajagopalachari[61].
- 20 juin : l’URSS refuse de donner la bombe atomique à la Chine. Début de la rupture sino-soviétique, consommée en 1960[62].
- 28 juin - 17 juillet : la Chine procède à une « réforme démocratique pour l’émancipation des serfs au Tibet »[63].

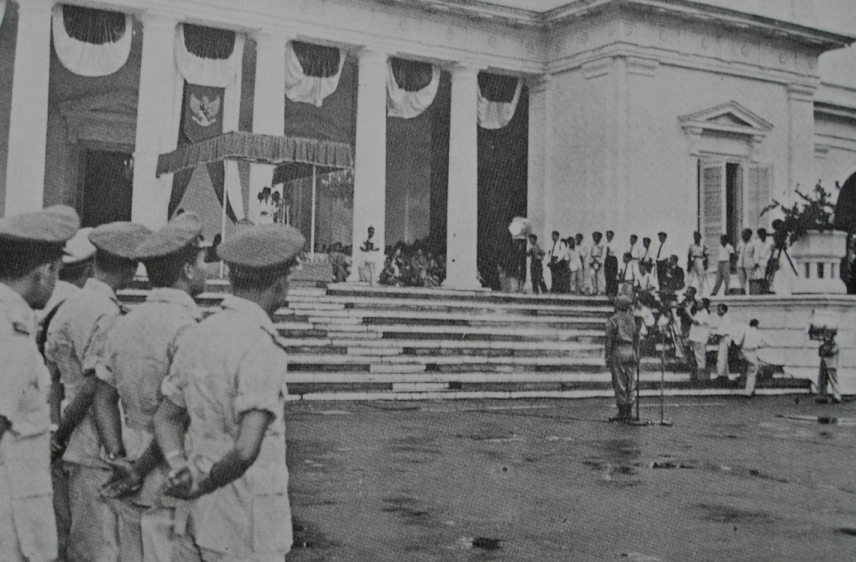
Soekarno lisant son décret du 5 juillet.

- 5 juillet, Indonésie : Soekarno dissout l’Assemblée constituante de 1955 qui ne parvient pas à rédiger une Constitution et rétablit la Constitution de 1945. La désorganisation de l’économie et la corruption amènent Soekarno à proposer une « démocratie dirigée » seule capable à ses yeux de refaire l’unité du pays. Son discours du 17 août devient le manifeste politique du régime, le Manipol, qui préconise la création d’un Conseil consultatif suprême et d’un Conseil national de planification[64]. Dès l’année suivante, une Assemblée consultative populaire temporaire, dont les membres sont nommés par Soekarno, remplace la Chambre des représentants, ce qui marque le début de ce que Soekarno appelle la « démocratie dirigée » (1959-1965). Dans son désir de soutenir l’idée d’unité dans la diversité, le gouvernement développe une idéologie d’État appelée Pancasila, qui comprend cinq principes fondamentaux : la foi en un Dieu, une humanité juste et civilisée, l’unité de l’Indonésie, la justice sociale pour tous et la démocratie guidée par le consensus. L’objectif de Soekarno est le Nasakom, c’est-à-dire la participation à un même mouvement de trois courants : le nationalisme (nas), les forces religieuses (agama) et les communistes (Komunism)[65].
- 2 juillet-1er août : conférence élargie du bureau politique du Parti communiste chinois à Lu Shan. Le 23 juillet, Mao Zedong diffuse une lettre personnelle de Peng Dehuai, ministre de la Défense, datée du 14 juillet, dénonçant les échecs du Grand Bond en avant. Du 2 au 16 août, Mao prolonge la conférence (devenue huitième plenum du huitième Comité central du PCC) pour éliminer Peng Dehuai dénoncé comme étant le chef d'une « clique anti-parti », et relance le Grand Bond en avant[66]. Peng Dehuai est limogé, arrêté et remplacé par Lin Biao le 17 septembre[67].
- 2 juillet : offensive lao-viet dans le nord du Laos ; à Vientiane, le leader du Pathet Lao Souphanouvong et les membres Front patriotique lao sont arrêtés et emprisonnés pour atteinte à la sureté de l’État le 28 juillet[57].
- 8 juillet : les premiers soldats américains meurent au combat au Viêt Nam[68].
- 4 août : à la suite de l'aggravation de la situation dans le Nord le gouvernement du Laos proclame l’état d’urgence et fait appel à l’arbitrage de l’ONU face aux incursions du Viet Minh[57].
- 21 août : Hawaii devient le cinquantième État des États-Unis[69].
- 25 septembre : assassinat de Bandaranaike à Ceylan. Wijayananda Dahanayake lui succède au poste de premier ministre le lendemain[70].
- 26 septembre : le typhon Vera dévaste Honshū, au Japon[71].
- 29 septembre : constitution accordant l’autonomie au Brunei[72].
- 21 octobre : à l’initiative de l’Irlande et de la Malaisie, l’assemblée générale des Nations unies approuve la Résolution 1353 qui déplore la violation des Droits de l’homme par la Chine au Tibet et rappelle le nécessaire respect du « particularisme culturel et religieux du peuple tibétain »[73].
- Octobre 1959-avril 1960 : « incident de Xinyang ». Plus d’un million de personnes y meurent de faim lors de la grande famine (1959-1961)[66].
- 27 novembre : Nehru déclare devant le Parlement indien que toute agression contre le Népal et le Bhoutan serait considérée comme une agression envers l’Inde[74]. Les revendications territoriales de la Chine et la querelle au sujet des réfugiés tibétains consolident les relations entre le Bhoutan et l’Inde[75] (aides économiques, assistance militaire, représentation diplomatique).

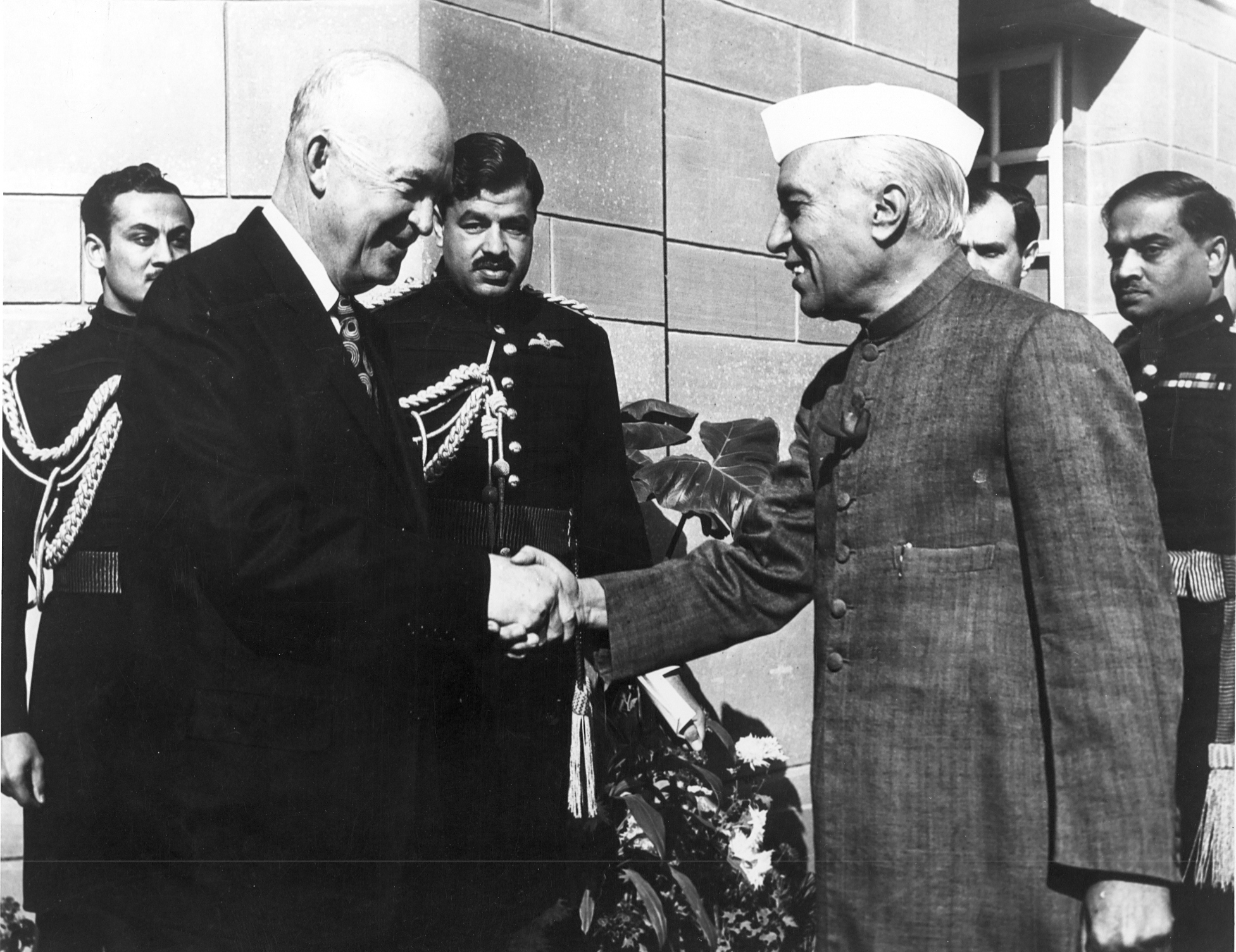
Nehru reçoit Eisenhower au Parlement indien.

- 9-14 décembre : visite d’Eisenhower en Inde[76].
- 27 décembre : la population de Wallis-et-Futuna (royaumes d’Uvea, d’Alo et de Sigave) accepte à 91 % par la voie d’un référendum le statut de territoire d’outre-mer, qui lui est conféré par la loi du 29 juillet 1961[77].
- 31 décembre : coup d’État au Laos. La droite laotienne porte au pouvoir le général Phoumi Nosavan, rapidement remplacé par Souvanna Phouma (août 1960)[78]. Le Pathet Lao se replie sur ses bases[57].

### Proche-Orient
- 19 février : le Royaume-Uni accorde à Chypre son indépendance, effective en 1960 selon l’accord signé à Londres par les Premiers ministres de la Grèce et de la Turquie[79].
- Février : Shell et British Petroleum (BP) décident de baisser unilatéralement de 9 % les prix du pétrole entraînant une baisse des revenus pétroliers dans les états producteurs[80].
- 6 mars : échec d’un coup d’État des nationalistes arabes à Mossoul, soutenu par la RAU. Les communistes et les Kurdes mènent une terrible répression dans les milieux panarabes[81].
- 16 - 22 avril : face à la chute des cours et aux restrictions d’importation pétrolière sur le marché américain, la Ligue arabe réunit au Caire le premier congrès arabe du pétrole, qui propose de mettre en place une politique de concertation et de coordination entre les pays producteurs. Sont présents les représentants du Venezuela, de l’Iran, de l’Arabie saoudite, du Koweït et de la République arabe unie[82]. Cinq pays (Arabie saoudite, Koweït, Irak, Iran et Venezuela) contrôlent alors 90 % de la production mondiale[83].
- 30 mai : après s’être retiré du pacte de Bagdad le 24 mars, l’Irak dénonce l’accord du 4 avril 1955, avec la Grande-Bretagne et les accords d’assistance militaires et économiques passés avec les États-Unis[84].

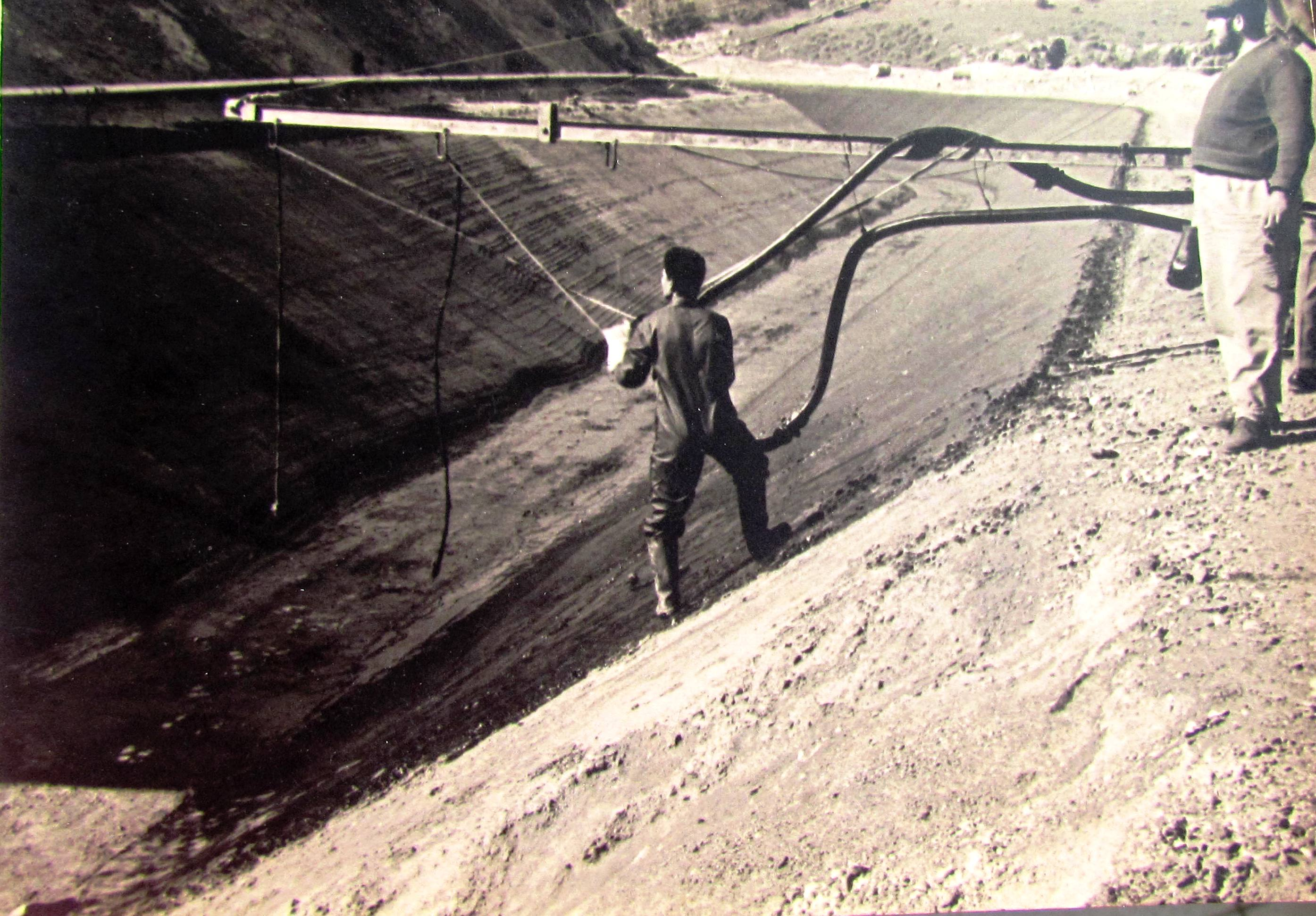
Travaux de l’aqueduc national d’Israël.

- Juin : le gouvernement israélien publie ses plans de détournement des eaux à partir du lac de Tibériade[85]. Début des travaux de l’aqueduc national d’Israël (achevé le 11 juin 1964[86]).
- 6 juillet[87] : Mahmoud Chaltout, recteur de la Mosquée al-Azhar du Caire, délivre une fatwa historique reconnaissant le Jafarisme comme la cinquième école juridique musulmane (madhhab)[88].
- 7 octobre, Irak : échec d’une tentative d’assassinat du général Kassem à Bagdad par un commando nationaliste dont Saddam Hussein fait partie[81].
- 10 octobre[89] : Yasser Arafat, Khalil al-Wazir, Salim al-Za’nun et Farouk Kadumi fondent au Koweït le Mouvement de libération de la Palestine[90], dont les initiales inversées en arabe donnent le Fatah (conquête), anagramme de Hataf (mort)[91]. Il est composé essentiellement de membres de la diaspora palestinienne du Golfe.
- 28 octobre : le gouvernement turc accepte l’implantation sur son territoire d’une base de lancement de 15 fusées américaines Jupiter de l’OTAN[92].
- 9 novembre : l’ex-mufti de Jérusalem, Amin al-Husseini adresse un memorandum à tous les États de la Ligue arabe au nom du Haut Comité arabe[93]. Il y demande que le sort des réfugiés ne soit pas réglé en dehors d’eux et, rappelant aux dirigeants arabes leurs devoirs envers leurs frères, les invite « à redonner vie à l’entité palestinienne et à lui venir en aide par les armes, l'argent et tous les autres moyens de lutte ». Dès le 24 novembre, puis le 15, le 18 et le 21 décembre, le général Kassem se range dans le camp du mufti[94]. L’Irak propose la proclamation d’une République Palestinienne sur l’intégralité de la Palestine mandataire (suppression de l’administration égyptienne de Gaza et détachement de la Cisjordanie à la Jordanie). Kassem forme en Irak en août 1960 une armée de libération de la Palestine sur le modèle algérien[95]. La RAU répond par la formation d’une Union nationale palestinienne.
- 13 décembre : Makários III est élu président de la République chypriote[96].

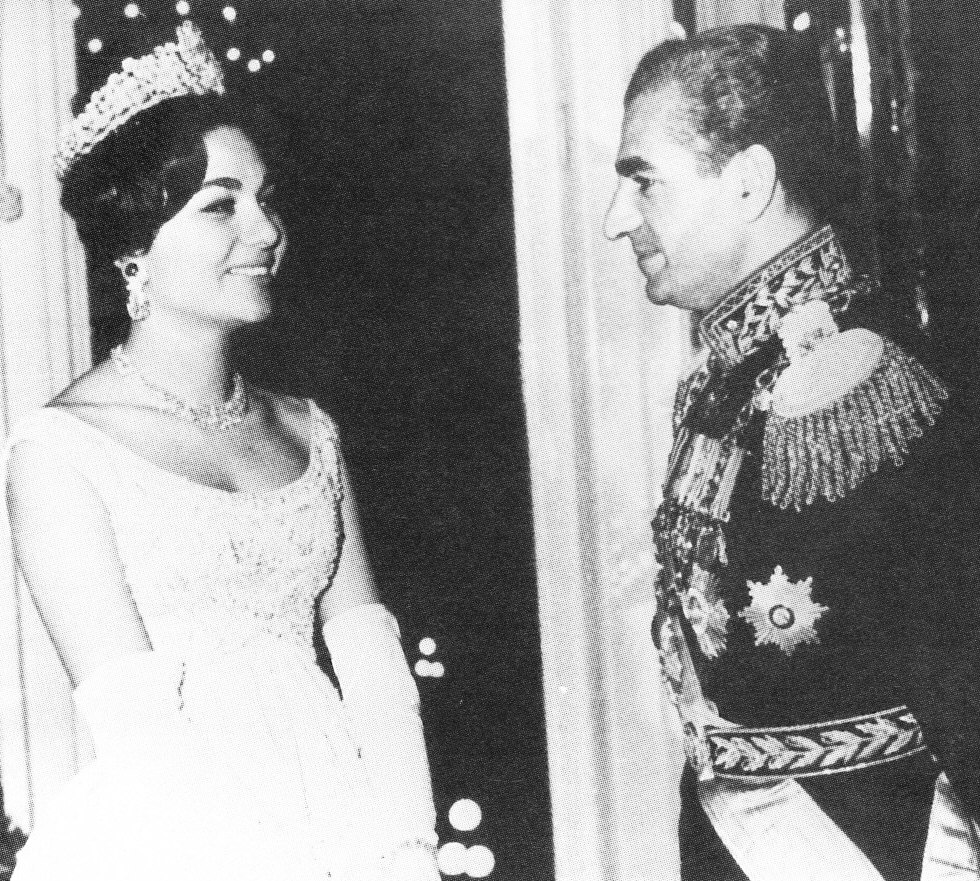
21 décembre : mariage de Mohammad Reza Pahlavi et Farah Diba.

- 21 décembre : en Iran, le chah Mohammad Reza Pahlavi épouse en troisièmes noces Farah Diba[97] qui lui donnera quatre enfants dont deux fils.
- Décembre, Syrie : les cinq ministres baasistes, dont Hourani et Bitar, quittent le gouvernement de la République arabe unie. L’Égypte s’appuie sur les modérés syriens, qui passeront à leur tour dans l’opposition après les nationalisations. Le Parti Baas, dissout au moment de la création de la RAU, se reconstitue clandestinement. C’est le seul parti syrien à posséder un programme : refus de toute ingérence étrangère, réforme agraire, législation du travail. Une organisation militaire de tendance ba’thiste, le Comité militaire, se constitue en octobre autour de jeunes officiers, dont Hafez el-Assad et Salah Jedid[98].
- Ahmed Jibril fonde le Front de libération de la Palestine[99].

### Europe

#### Europe de l’Est

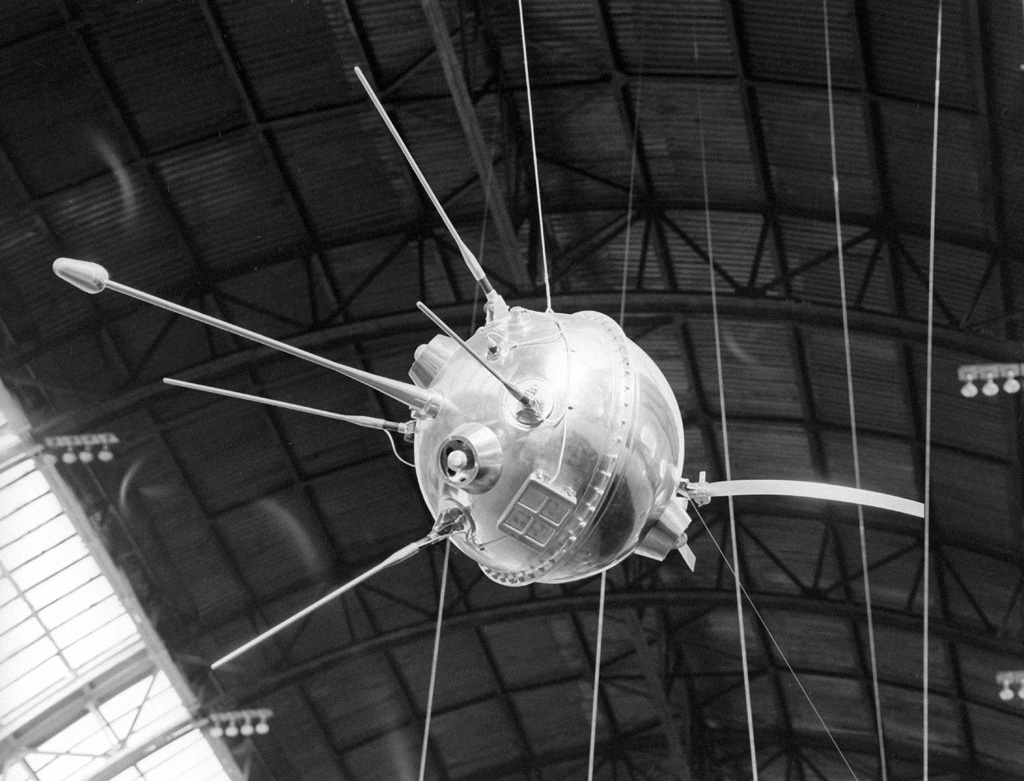
2 janvier : Luna 1.

- 2 janvier : lancement de Luna 1, premier engin spatial à passer à proximité de la Lune et à orbiter autour du Soleil[100].
- 27 janvier-5 février : XXIe congrès du Parti communiste de l’union soviétique[101]. Adoption d’un plan septennal qui met l’accent sur le développement de l’industrie (1959-1965)[102].
- 1er-2 février : affaire du col Dyatlov. Décès inexpliqué de neuf randonneurs à ski russes dans le nord de l’Oural[103].
- 21 février - 3 mars : voyage du Premier ministre du Royaume-Uni Harold Macmillan à Moscou[104].
- 10-19 mars : IIIe congrès du Parti ouvrier unifié polonais. Durcissement de la politique de Władysław Gomułka en Pologne[105].
- Mars, République populaire roumaine : le travail salarié est interdit dans l’agriculture à l'exception des fermes d’état et les terres que les paysans ne peuvent cultiver sont confisquées[106].
- 13 avril : par un échange de lettres, le président américain Eisenhower et le premier ministre britannique Harold Macmillan se disent intéressés par la proposition du Premier ministre soviétique Nikita Khrouchtchev d’interdire tout essai nucléaire[107].
- 24 avril : la conférence de Bitterfeld définit la politique culturelle de la République démocratique allemande (« Prends la plume, camarade, la culture nationale de l’Allemagne socialiste a besoin de toi ! »)[108].
- 20 juin : refus soviétique d’aider la Chine à développer sa puissance nucléaire[62].
- 16 juillet : Nikita Khrouchtchev donne son « engagement solennel » que l’URSS ne commencera « jamais, jamais, jamais » une guerre[109].

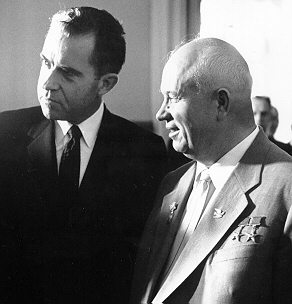
24 juillet : Kitchen Debate. Débat lors de l’« American National Exhibition » à Moscou entre Khrouchtchev et Richard Nixon sur les mérites comparés des systèmes capitaliste et socialiste

- 12 septembre : lancement de Luna 2, premier engin spatial à entrer en contact avec la Lune (le 13 septembre)[100].
- 15 septembre : visite officielle de Nikita Khrouchtchev aux États-Unis[111].
- 30 septembre : visite de Khrouchtchev en Chine. Devant les dirigeants chinois, il plaide pour la coexistence pacifique des systèmes capitaliste et communiste et s’oppose à la ligne défendue par Pékin[112].
- 4 octobre : lancement de Luna 3, premier engin spatial à transmettre des photographies de la face cachée de la Lune[100].
- 14 décembre : les statuts du CAEM (Comecon) sont signés à Sofia[113]. Égalité absolue des pays membres, respect de la souveraineté et des intérêts nationaux.

#### Europe de l’Ouest
- 1er janvier : première entrée en vigueur du Marché commun, avec la première baisse effective des droits de douane dans la construction de la CEE[114].
- 7 janvier, Portugal : le général Humberto Delgado est exclu de l’armée et interdit de sortie du territoire. Prenant de court ses accusateurs, il se réfugie le 12 janvier à l’ambassade du Brésil et demande l’asile politique, qu’il obtient[115].
- 10 janvier : nouvelle note du gouvernement soviétique aux Alliés et aux deux gouvernements allemands. Elle propose un traité de paix avec la RFA qui reconnaisse deux États allemands et un statut de ville-libre pour Berlin, qui serait démilitarisée. Les Occidentaux refusent immédiatement[111].
- 15 - 18 janvier : XXXIIIe congrès du parti socialiste italien à Naples[116]. Le courant « autonomiste » de Pietro Nenni est majoritaire.
- 20 janvier : au Portugal, Marcelo Caetano se retire de la vie politique et devient recteur de l’université de Lisbonne[117].
- 25 janvier : le pape Jean XXIII annonce la convocation d’un concile œcuménique, le premier depuis 1870 (Vatican II)[118].
- 1er février : un référendum, en Suisse, rejette la possibilité aux femmes de pouvoir voter lors d’une votation fédérale[119].
- 21 mars : le pape Jean XXIII fait supprimer la mention « Oremus et pro perfidis Judaeis » de la liturgie du vendredi saint[120].
- 26 mars : accord entre les gouvernements italien et américain pour le déploiement de 30 fusées Jupiter dans le sud-est de l’Italie[92].
- 11 mai - 5 juillet : échec de la conférence de Genève réunissant les quatre ministres des Affaires étrangères (URSS, États-Unis, France, Royaume-Uni) sur la question de Berlin[111].
- 28 juin : élections législatives islandaises[121].
- 6 juillet : le land de Sarre, géré au point de vue économique et douanier par la France depuis la fin de la Seconde Guerre mondiale, revient dans le giron de la République fédérale d’Allemagne[122].
- 20 juillet : l’Espagne entre dans l’OECE[123] qui lui octroie un prêt de 420 millions de dollars[124].
- 21 juillet, Espagne : décret d’application du plan de stabilisation et d’assainissement financier : redressement du budget de l’état par la réduction des dépenses et l’augmentation de la fiscalité, dévaluation de la monnaie de 30 %, libéralisation du commerce extérieur[125].
- 31 juillet : création de l’organisation séparatiste basque ETA (Euzkadi ta Azkatasuna, Pays basque et liberté)[126].
- 29 août : révision constitutionnelle au Portugal. L’élection présidentielle est réservée à un corps restreint de 602 électeurs[127]. Le président du Conseil peut désigner en toute quiétude le président de la République.

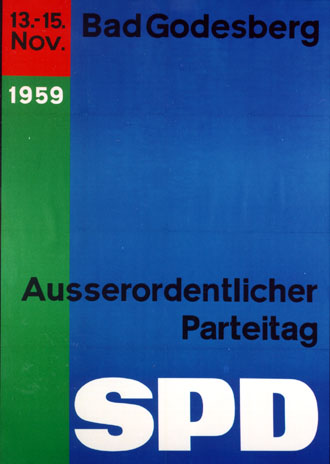
Affiche du congrès de Bad Godesberg.

- 8 octobre, Royaume-Uni : victoire des conservateurs aux législatives avec le slogan « You never had it so good »[128].
- 24-25 octobre : élections fédérales suisses[129].
- 28 octobre : élections législatives islandaises[121].

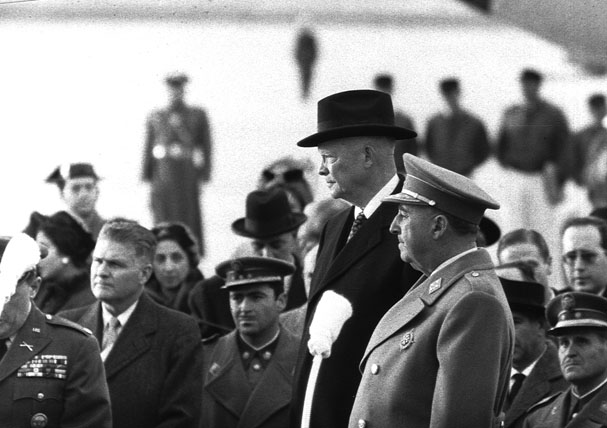
21 décembre : Francisco Franco et Dwight D. Eisenhower à Madrid.

- 15 novembre, RFA : au congrès extraordinaire de Bad Godesberg, le SPD adopte un nouveau programme, qui rompt avec le marxisme en acceptant les principes de l’économie libérale, en renonçant à la séparation de l’Église et de l’État et en se prononçant en faveur de la politique de défense nationale[131].
- 20 novembre : à Stockholm, l’Autriche, le Danemark, la Norvège, la Suède, la Suisse, le Portugal et la Grande-Bretagne signent le traité créant l’Association européenne de libre-échange[114].
- 2 décembre : rupture du barrage de Malpasset dans le Var à la suite de pluies diluviennes, entraînant la mort de 423 personnes et des dégâts matériels considérables.
- 21 décembre : réunion à Paris du général de Gaulle, d’Eisenhower, de Harold Macmillan (Premier ministre du Royaume-Uni) et du chancelier Konrad Adenauer qui proposent à Khrouchtchev une rencontre au sommet consacrée aux rapports Est-Ouest, au désarmement et à la question allemande[130]. Les quatre décident de transformer l’OECE en OCDE[132].

## Décès en 1959

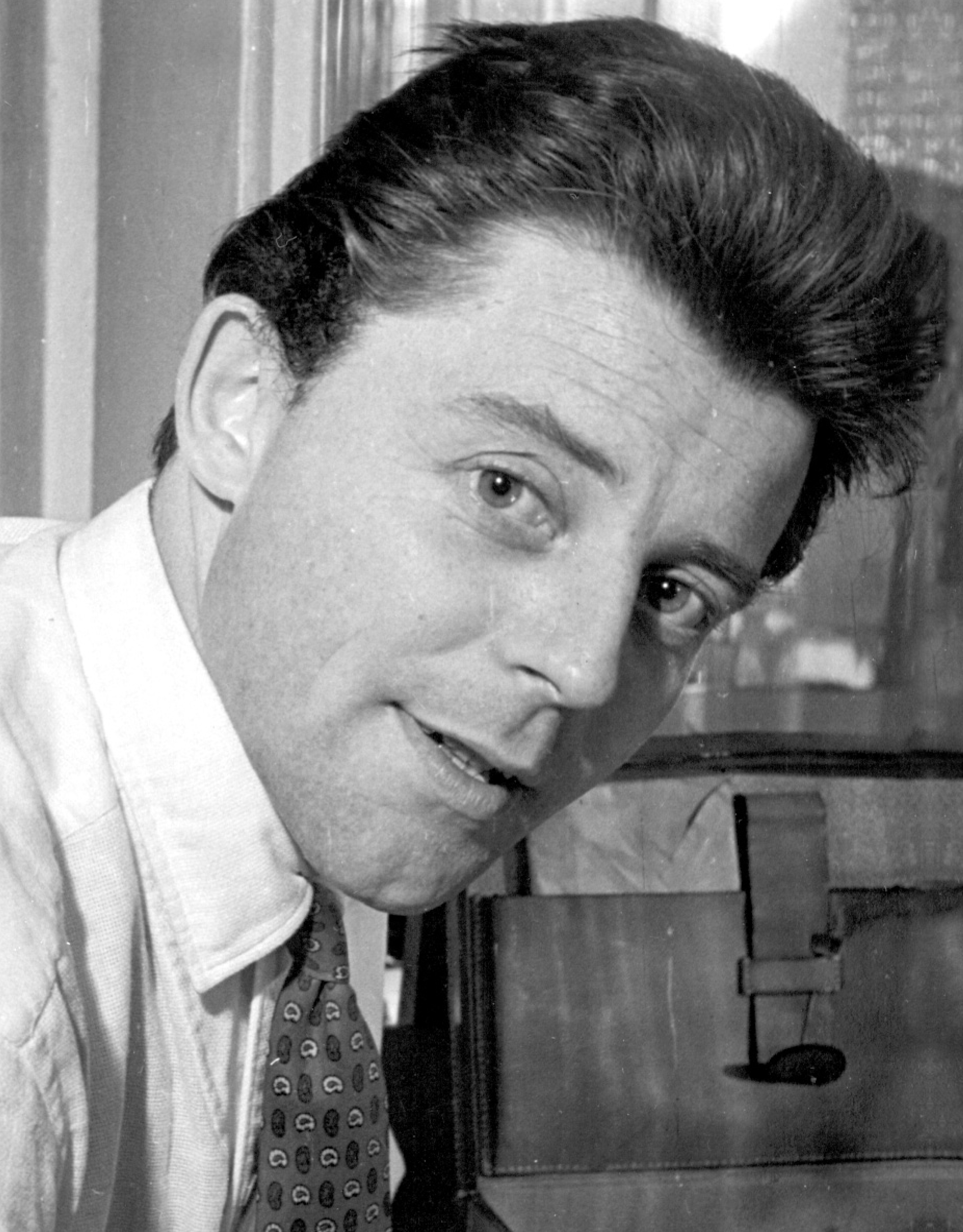
Gérard Philipe.

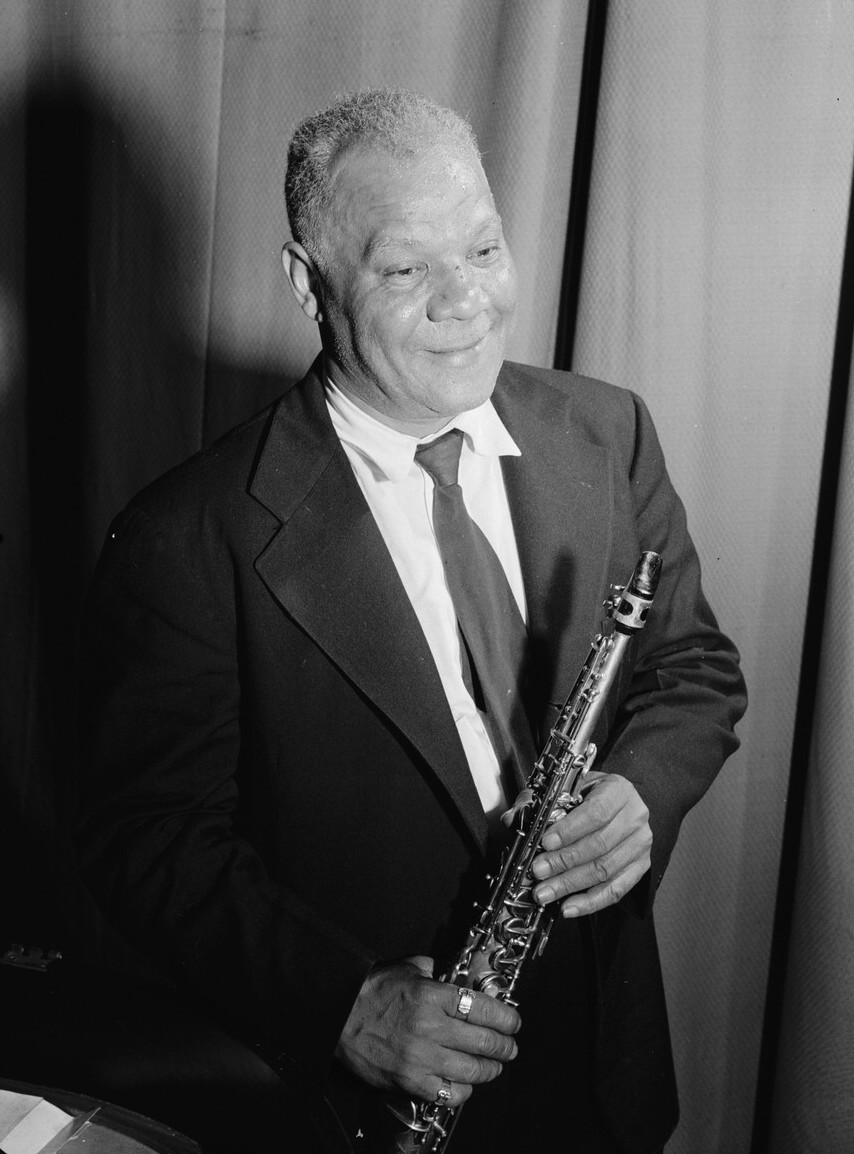
Sidney Bechet

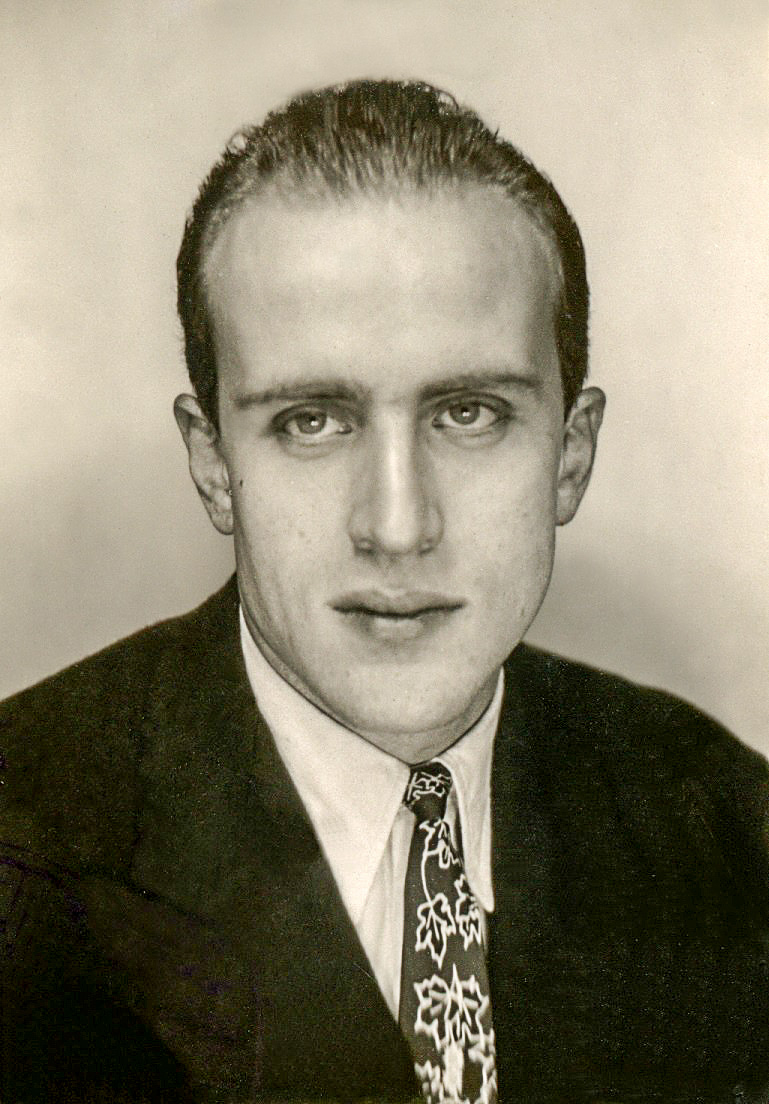
Boris Vian

Personnalités majeures décédées en 1959
- 21 janvier : Cecil B. DeMille (cinéaste américain)
- 15 mars : Lester Young (saxophoniste et clarinettiste de jazz américain)
- 26 mars : Raymond Chandler (romancier américain).
- 9 avril : Frank Lloyd Wright (architecte américain)
- 14 mai : Sidney Bechet (clarinettiste et saxophoniste de jazz américain)
- 24 mai : John Foster Dulles (homme politique américain)
- 23 juin : Boris Vian (écrivain et musicien de jazz français)
- 17 juillet : Billie Holiday (chanteuse américaine de blues et de jazz)
- 28 août : Bohuslav Martinů (compositeur tchèque naturalisé américain)
- 14 octobre : Errol Flynn (acteur américain)
- 16 octobre : George Marshall (militaire américain)
- 17 novembre : Heitor Villa-Lobos (compositeur brésilien)
- 25 novembre : Gérard Philipe (acteur français)